# John Ritter
 (avril 2022).
Si vous disposez d'ouvrages ou d'articles de référence ou si vous connaissez des sites web de qualité traitant du thème abordé ici, merci de compléter l'article en donnant les références utiles à sa vérifiabilité et en les liant à la section « Notes et références ».
Pour les articles homonymes, voir Ritter.
John Ritter (Jonathan Southworth Ritter), né le 17 septembre 1948 à Burbank, en Californie, et mort d'une dissection aortique le 11 septembre 2003 dans la même ville, est un acteur, humoriste et producteur américain.

## Biographie

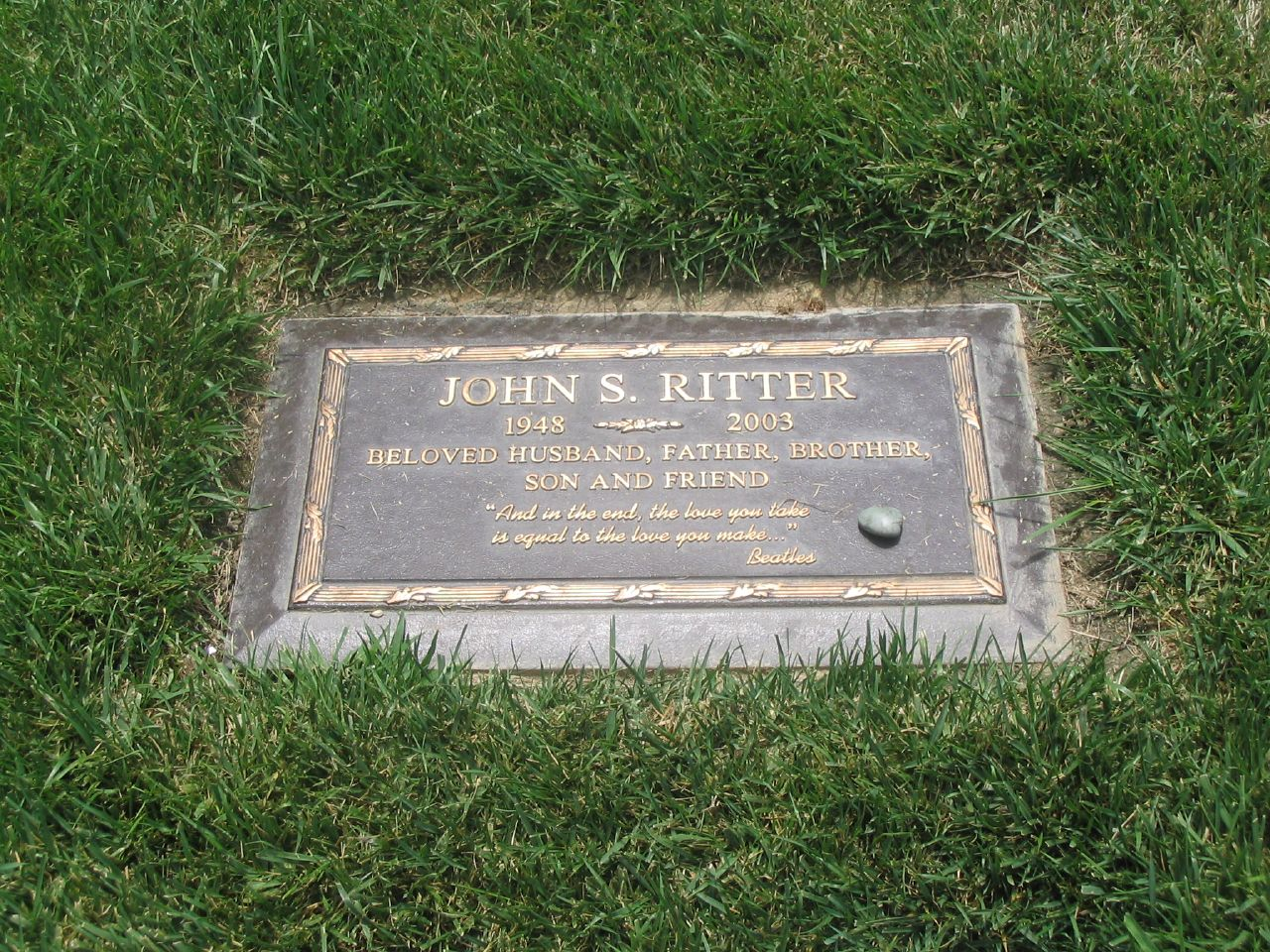
La tombe où repose John Ritter

Son grand ami, l'acteur Henry Winkler (Fonzy de Happy Days) a dit de John Ritter lors du dernier gala des Emmy Awards : « C'est un grand acteur, un comique fantastique que nous perdons. Mais John ne voudrait pas qu'on soit nostalgique ou triste de son départ. Pour lui, la mort a toujours fait partie de la Vie. Il aurait préféré qu'on regarde le cheminement qui l'a conduit à devenir un des grands acteurs de notre époque, plutôt que de pleurer l'homme. »
John Ritter avait trouvé le moyen de se faire aimer de son public et il le lui rendait bien. Depuis la fin de la version originale de Three's Company en 1984, il était en conflit avec Suzanne Somers (Crissy Snow). Il a eu le temps de se réconcilier avec l'actrice quelques semaines à peine avant son décès.
À la suite de sa disparition, les séries Touche pas à mes filles et Scrubs, dans lesquelles il jouait, lui ont rendu un dernier hommage en lui offrant un épisode consacré aux deux personnages qu'il incarnait.
Dans Touche pas à mes filles, son décès est représenté par le décès même du personnage qu'il jouait. Ainsi, Paul Hennessy, père de trois enfants, meurt d'une crise cardiaque et la série prend un tournant différent à la suite de cette disparition inattendue tant dans la fiction que dans la vie réelle.
De même pour Scrubs, son décès est représenté par la mort du père de J.D. et de Dan ; il meurt, là aussi, d'une crise cardiaque.

## Vie privée
John Ritter, de son vrai nom Jonathan Southworth Ritter, est né le 17 septembre 1948 et est décédé le 11 septembre 2003 en laissant derrière lui ses quatre enfants : 
- Jason Ritter (né le 17 février 1980),
- Carly (née en 1982)
- Tyler (né en 1985) de son union avec son ex-femme, l'actrice Nancy Morgan
- Stella (née le 11 septembre 1998) avec sa femme, l'actrice Amy Yasbeck. La petite Stella célébrait son 5e anniversaire le jour de la mort de John.

Une dissection aortique a tué l'acteur qui aurait célébré son 55e anniversaire quelques jours plus tard.
Il était le fils de la vedette country Tex Ritter. Son fils aîné, Jason Ritter, est un acteur que l'on a pu voir dans le film Freddy contre Jason.

## Filmographie

### Cinéma

#### Longs métrages
- 1971 : Un singulier directeur (The Barefoot Executive) de Robert Butler : Roger
- 1971 : Scandalous John de Robert Butler : Wandell
- 1972 : L'Autre (The Other) de Robert Mulligan : Rider Ganon
- 1973 : Le Cercle noir (The Stone Killer) de Michael Winner : Officier Mort
- 1976 : Nickelodeon de Peter Bogdanovich : Franklin Frank
- 1979 : Americathon (en) de Neal Israel : Président Chet Roosevelt
- 1980 : Captain Avenger (en) (Hero at Large) de Martin Davidson : Steve Nichols
- 1980 : Sacré Moïse (Wholly Moses!) de Gary Weis : Satan
- 1981 : Et tout le monde riait (They All Laughed) de Peter Bogdanovich : Charles Rutledge
- 1982 : Le Vol du dragon (The Flight of Dragons) d'Arthur Rankin Jr et Jules Bass : Peter Dickenson (voix)
- 1987 : Real Men de Dennis Feldman : Bob Wilson / Agent Pillbox, CIA
- 1989 : L'Amour est une grande aventure (Skin Deep) de Blake Edwards : Zachary "Zach" Hutton
- 1990 : Junior le terrible (Problem Child) de Dennis Dugan : Ben Healy
- 1991 : Junior le terrible 2 (Problem Child 2) de Brian Levant : Ben Healy
- 1992 : Bruits de coulisses (Noises Off...) de Peter Bogdanovich : Garry Lejeune / Roger Tramplemain
- 1992 : Telemaniacs (Stay Tuned) de Peter Hyams : Roy Knable
- 1994 : L'Irrésistible North (North) de Rob Reiner : Ward Nelson
- 1996 : La Justice au cœur (Sling Blade) de Billy Bob Thornton : Vaughan Cunningham
- 1997 : Nowhere de Gregg Araki : Moses Helper
- 1997 : Bean de Mel Smith : L'homme dans le manège hanté
- 1997 : Mercenary d'Avi Nesher : Jonas Ambler
- 1997 : Hacks de Gary Rosen : Hank
- 1997 : A Gun, a Car, a Blonde de Stefani Ames : Duncan
- 1998 : La Dernière Preuve (Shadow of Doubt) de Randal Kleiser : Steven Mayer
- 1998 : I Woke Up Early the Day I Died d'Aris Iliopulos : Robert Forrest
- 1998 : La Fiancée de Chucky (Bride of Chucky) de Ronny Yu : Warren Kincaid, le chef de la police
- 1998 : Montana de Jennifer Leitzes : Dr Wexler
- 2000 : Panic d'Henry Bromell : Dr Josh Parks
- 2000 : Terror Tract (Terror House) de Lance W. Dreesen et Clint Huchitson : Bob Carter (segment "Make Me An Offer")
- 2000 : Lost in the Pershing Point Hotel de Julia Jay Pierrepont III : Le thérapeute de Christian
- 2000 : TripFall de Serge Rodnunsky : Tom Williams
- 2002 : Séduction en mode mineur (Tadpole) de Gary Winick : Stanley Grubman
- 2002 : Man of the Year de Straw Weisman, Tamara Friedman, Andy Goldberg, David Roy, Jonathan Tydor et Barry Zetlin : Bill
- 2003 : Manhood de Bobby Roth : Eli
- 2003 : Bad Santa de Terry Zwigoff : Bob Chipeska
- 2004 : Clifford et ses amis acrobates (Clifford's Really Big Movie) de Robert C. Ramirez : Clifford (voix)

### Télévision

#### Séries télévisées
- 1970 : Dan August : Coley Smith
- 1971 / 1977 : Hawaii police d'État (Hawaii Five-O) : Ryan Moore / Mike Welles
- 1972 - 1976 : La Famille des collines (The Waltons) : Révérend Matthew Fordwick
- 1973 : Médecins d'aujourd'hui (Medical Center) : Ronnie
- 1973 : MASH : Soldat Carter
- 1974 : Kojak (Deliver us from Evil) : Kenneth "Kenny" Soames
- 1974 : Owen Marshall, Counselor at Law : Greg
- 1974 : The Bob Newhart Show : Dave
- 1975 : L'aventure est au bout de la route (Movin' On) : Casey Crawford
- 1975 : Mannix : Cliff Egin
- 1975 : Petrocelli : John Oleson
- 1975 : Barnaby Jones : Joe Rockwell
- 1975 : Les Rues de San Francisco (The Streets of San Francisco) : John "Johnny" Steiner
- 1975 : The Mary Tyler Moore Show (Mary Tyler Moore) : Révérend Chatfield
- 1975 : The Rookies : Hap Dawson
- 1975 : The Bob Crane Show : Hornbeck
- 1975 - 1976 : Rhoda : Vince Mazuma / Jerry Blocker
- 1976 : Starsky et Hutch (Starsky and Hutch) : Tom Cole
- 1976 : Phyllis : Paul Jameson
- 1976 : Doc : Jeff / George
- 1976 - 1984 : Vivre à trois (Three's Company) : Jack Tripper
- 1977 / 1983 : La croisière s'amuse (The Love Boat) : Dale Riley / Reinhardt / Ben Cummins
- 1979 : The Ropers : Jack Tripper
- 1980 : The Associates : Chick
- 1981 : Insight : Frankie
- 1984 - 1985 : Three's a Crowd : Jack Tripper
- 1987 - 1989 : Flic à tout faire (Hooperman) : Détective Harry Hooperman
- 1989 : Have Faith : Rick Shepherd
- 1990 : « Il » est revenu (It) : Ben "Haystack" Hanscom
- 1991 : Cosby Show (The Cosby Show) : Ray Evans
- 1991 : Anything But Love : Patrick Serreau
- 1992 : Inspecteur Poisson (Fish Police) : Inspecteur Gil (voix)
- 1992 - 1995 : Hearts Afire :
- 1994 - 1995 : Le monde de Dave (Dave's World) : John Hartman
- 1995 : Infos FM (NewsRadio) : Dr Frank Westford
- 1996 : Wings : Stuart Davenport
- 1996 / 1999 : Les Anges du bonheur (Touched by an Angel) : Mike O'Conner / Sheriff Tom McKinsley
- 1997 : Buffy contre les vampires (Buffy the Vampire Slayer) : Ted Buchanan
- 1997 : Over the Top : Justin
- 1997 / 2000 / 2003 - 2004 : Les Rois du Texas (King of the Hill) : Eugene Grandy (voix)
- 1998 : Ally McBeal : George Madison
- 1999 : Les Dessous de Veronica (Veronica's Closet) : Tim Margolin
- 2000 : Chicago Hope : La Vie à tout prix (Chicago Hope) : Joe Dysmerski
- 2000 : Batman, la relève (Batman Beyond) : Dr. David Wheeler (voix)
- 2000 : Associées pour la loi (Family Law) : Père Andrews
- 2000 - 2003 : Clifford le gros chien rouge (Clifford the Big Red Dog) : Clifford (voix)
- 2001 : Tucker : Marty
- 2002 : New York, unité spéciale (Law and Order: Special Victims Unit) : Dr Richard Manning (saison 3, épisode 11)
- 2002 : Scrubs : Sam Dorian
- 2002 : Edition spéciale (Breaking News) : Lloyd Fusch
- 2002 : The Ellen Show : Percy Moss
- 2002 - 2003 : Touche pas à mes filles (8 Simple Rules For Dating My Teenage Daughter) : Paul Hennessy

#### Téléfilms
- 1973 : The Lie d'Alex Segal : Bauer
- 1975 : La Nuit qui terrifia l'Amérique (The Night That Panicked America) de Joseph Sargent : Walter Wingate
- 1978 : Ringo de Jeff Margolis : Marty
- 1978 : Leave Yesterday Behind de Richard Michaels : Paul Stallings
- 1980 : Retour à zéro (The Comeback Kid) de Peter Levin : Bubba Newman
- 1982 : Pray TV de Robert Markowitz : Tom McPherson
- 1982 : Six mois pour tout apprendre (In Love with an Older Woman) de Jack Bender : Robert Christenberry
- 1983 : Sunset Limousine de Terry Hughes : Alan O'Black
- 1984 : Love Thy Neighbor de Tony Bill : Danny Loeb
- 1985 : Letting Go de Jack Bender : Alex
- 1986 : Noël dans la montagne magique (A Smoky Mountain Christmas) d'Henry Winkler : Juge Harold Benton
- 1986 : Agent Orange (Unnatural Causes) de Lamont Johnson : Frank Coleman
- 1987 : The Last Fling de Corey Allen : Phillip Reed
- 1987 : Prison for Children de Larry Peerce : David Royce
- 1998 : Sale temps pour les maris (Dead Husbands) de Paul Shapiro : Dr Carter Elston
- 1988 : Tailleur croisé et bas résille (Tricks of the Trade) de Jack Bender : Donald Todsen
- 1989 : La Femme de mon frère (My Brother's Wife) de Jack Bender : Barney
- 1990 : Le rêveur du Pays magique (en) (The Dreamer of Oz) de Jack Bender : L. Frank Baum
- 1991 : Entre père et mère (The Summer My Father Grew Up) de Michael Tuchner : Paul
- 1993 : Battement de cœur (Heartbeat) de Michael Miller : Bill Grant
- 1993 : The Only Way Out de Rod Hardy : Jeremy Carlisle
- 1995 : La Colonie (en) (The Colony) de Rob Hedden : Rick Knowlton
- 1995 : Gramps de Bradford May : Clarke MacGruder
- 1996 : Sans pardon (Unforgivable) de Graeme Campbell : Paul Hegstrom
- 1997 : Le Rêve impossible (A Child's Wish) de Waris Hussein : Ed Chandler
- 1997 : Dead Man's Gun de Neill Fearnley, Joseph L. Scanlan et Brad Turner : Harry McDonacle (segment "The Great McDonacle")
- 1998 : Face au mensonge (Loss of Faith) d'Allan A. Goldstein : Bruce Simon Barker
- 1998 : Chance of a Lifetime de Deborah Reinisch : Tom Maguire
- 1999 : It Came from the Sky de Jack Bender : Donald Bridges
- 1999 : Par miracle (Holy Joe) de Larry Peerce : Joe Cass
- 1999 : Mort à petite dose (Lethal Vows) de Paul Schneider : Dr David Farris

### Producteur
- 1989 : Anything But Love (série TV)
- 1989 : Have Faith (série TV)
- 1990 : Poochinski (TV)
- 2002 : Man of the Year

## Voix françaises
| - François Leccia dans : - La Nuit qui terrifia l'Amérique (téléfilm) - Le mariage d'occasion (téléfilm) - New York, unité spéciale (série télévisée) - Georges Caudron dans : - « Il » est revenu (téléfilm, 2d doublage) - Junior le terrible - Junior le terrible 2 - Jean-François Vlérick dans : - Un flic à tout faire (série télévisée) - Face au mensonge (téléfilm) - Hervé Bellon dans : - Buffy contre les vampires (série télévisée) - Mort à petites doses (téléfilm) - Jean Barney dans : - « Il » est revenu (téléfilm, 1er doublage) - Scrubs (série télévisée) - Patrick Poivey dans : - Agent orange (téléfilm) - Le rêveur du Pays magique (téléfilm) | Et aussi - Pierre Guillermo dans Le Cercle noir - Vincent Violette dans Noël dans la montagne magique (téléfilm) - Yves-Marie Maurin dans L'amour est une grande aventure - Guy Chapellier dans Bruits de coulisses - Bernard Lanneau dans Inspecteur Poisson (voix) - Bernard Murat dans Captain Avenger (en) - Guillaume Orsat dans La Dernière Preuve - Bernard Bollet dans Ally McBeal (série télévisée) - Jean-François Aupied dans La Fiancée de Chucky - Daniel Lafourcade dans Sale temps pour les maris (téléfilm) - Gabriel Le Doze dans Touche pas à mes filles (série télévisée) - Michel Dodane dans Bad Santa - Philippe Roullier dans Clifford le gros chien rouge (voix) - Éric Legrand dans Telemaniacs - Serge Lhorca dans Le Vol des dragons (voix) |